# Serrita
Serrita é um município brasileiro localizado no sertão do estado de Pernambuco.

## História
Serrita surgiu a partir da ocupação das margens do Riacho Traíras por retirantes da região do Cariri (Ceará), durante o século XIX.  O povoado teve início a partir da ocupação de Miguel Torquato de Bulhões, à margem do riacho, onde ergueu uma capelinha, na qual o vigário de Salgueiro vinha celebrar a missa.
Em 1892 foi criado o distrito, pelo Coronel Romão Pereira Filgueira Sampaio, denominado de Serrinha devido à pequena serra localizada nas proximidades.  O distrito pertencia ao município de Salgueiro, do qual o Coronel Romão era prefeito.
Em 11 de setembro de 1928 Serrinha foi elevada à categoria de município.  Cinco anos depois, o município foi extinto e retornou à categoria de distrito de Salgueiro.  Em 27 de junho de 1934 retorna à condição de município. Em 31 de dezembro de 1943 passa a chamar-se Serrita.
O Coronel Romão Pereira Filgueira Sampaio deixou o seu legado político ao filho Francisco Filgueira Sampaio conhecido como Coronel Chico Romão que governou Serrita por mais de 50 anos.

## Geografia
Localiza-se à latitude 07º56'00" sul e à longitude 39º17'45" oeste, estando à altitude de 419 metros.  Sua população em 2010 era de 18.331 habitantes.
Possui área de 1.538,497 km².

## Relevo
O município localiza-se na unidade geoambiental da Depressão Sertaneja. Apresenta uma variação de plano e montanhoso. Esse relevo e clima variado faz com que a região seja caracterizada tanto por áreas de sequeiro com chuvas escassas e mal distribuídas, vegetação caatinga xerófita e rios temporários; como por áreas de altitude com temperatura amena e bons índices pluviométricos e floresta caducifólia.

## Clima
Serrita tem um clima tropical Semi-Árido e a sua temperatura média anual é de 25 °C. A precipitação Pluviométrica do Município varia de 450 a 600 mm por ano, sendo os meses mais chuvosos de Dezembro a Março.

## Fundador
O Coronel ROMÃO PEREIRA FILGUEIRA SAMPAIO, nasceu em Barbalha-CE e era progênito de portugueses da família Sampaio. Fundou o município de Serrinha, posteriormente Serrita, no fim do século 19, mais precisamente em 1892 quando chegou ao povoado com seus familiares vindos de Jardim-Ceará, tornando-se o chefe político do povoado. Foi prefeito de Jardim no Ceará e o primeiro prefeito eleito de Salgueiro.  Já próximo de sua morte em 30 de abril de 1918 passou o comando político para um dos seus filhos, Francisco Filgueira Sampaio conhecido como Coronel Chico Romão, que já executava estas funções em Serrinha. Governou o município de Serrinha, posteriormente Serrita por mais de 50 anos.
A família Sampaio embora tenha muitas ramificações, sua origem é uma só, Vila Flor, região de Portugal e de lá se espalhou, inclusive para o Brasil em duas regiões, Nordeste e Sudeste.
A Origem dos Sampaio de Barbalha veio do português JOSÉ QUEZADO FILGUEIRA LIMA, PAI DOS CAPITÃES-MOR JOSÉ PEREIRA FILGUEIRA e ROMÃO PEREIRA FILGUEIRA e cujos descendentes se uniram mais tarde A FAMÍLIA SAMPAIO.
PAIS do Coronel Romão Pereira Filgueira Sampaio: JOAQUIM MANOEL SAMPAIO E FRANCISCA QUEZADO MARTINS FILGUEIRA.
O coronel teve 25 filhos com 4 mulheres.* Consulte Fichário

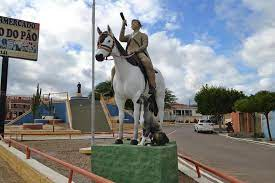
Entrada da cidade

## Bandeira
Foi criada na gestão do Prefeito Hildeberto Sampaio Angelim – 1968/1971
A COR BRANCA representa a PAZ
AZUL representa a céu do sertão com o Sol sempre brilhante e quente.
O MANDACARU representa a resistência do homem sertanejo à seca
A COR MARRON representa a terra.
Confecção: A primeira bandeira foi confeccionada em tecido de cetim e pintada à mão por Ângela Dalle.

## Hino de Serrita
LETRA: RÔMULO SAMPAIO DE ARAUJO
MARCOS FREIRE MACHADO.
Das algemas do sol rara luz;
Desce a terra num canto de amor;
E no seio do Brígida conduz;
Sua semente é nascida uma flor.
Onde o vale repousa no oeste;
Vê-se a serra serena a embalar;
No seu braço, serrita que cresce,
Com esplendor, uma joia a brilhar.
REFRÃO:
Bênçãos, descem em ti Serrita;
Da senhora imaculada conceição;
Doce terra que em seu povo o amor habita;
No mais terno e hospitaleiro coração.
Bênçãos descem em ti, Serrita,
E a teu filho, uma doce oração,
Nobre herói de batalhas e conquistas;
Teu fundador, o Coronel Romão.
Sob o solo a riqueza desponta;
Num estojo dourado, tuas minas...
E no alto da serra se encontra;
O Cruzeiro a proteção divina.

## Economia
Serrita tem um grande poder na agricultura extensiva. Os principais produtos agrícolas são: tomate, cebola, algodão herbáceo, milho, banana, feijão e manga. Na agropecuária, destaca-sa na bovinocultura, caprinocultura e ovinocultura.

## Esportes
Em Serrita é realizado anualmente, no estádio municipal o Ferreirão, o campeonato Serritense de futebol amador. Também acontece anualmente o circuito serritense de pega de boi no mato, com várias etapas em diferentes localidades do município. 

## Cultura
Em Serrita é celebrada anualmente desde 1971 a Missa do Vaqueiro, no quarto domingo do mês de julho, no Parque Nacional do Vaqueiro, na localidade de Sítio das Lajes, a 32 quilômetros do centro da cidade. Esta missa, celebração religiosa e festa popular, atrai vaqueiros de todo o Norte e Nordeste. A missa inicialmente era um protesto pelo assassinato impune de um humilde vaqueiro chamado Raimundo Jacó, que era primo de Luiz Gonzaga, ocorrido naquele sítio em  8 de julho de 1954. Foi idealizada pelo Padre João Câncio dos Santos (falecido), pelo compositor Luiz Gonzaga e pelo repentista Pedro Bandeira. Em 1976 foi criada a trilha do sonora da missa do vaqueiro, com as rezas de sol composta por Jandhuy Filizola com arranjos do Quinteto Violado.
Na semana anterior à missa, ocorre a feira e a festa do vaqueiro, com diversas manifestações como a vaquejada, banda de pífanos, zabumbeiros, sanfoneiros tocando forró pé de serra, baião, xote, xaxado, ciranda, coco, cantorias, repentistas, aboiadores. Na feira são vendidos objetos artesanais e decorativos, comidas tradicionais à base de milho e mandioca, rapadura, caldo de cana, beijus, entre outras.
Para a missa, foi construído um altar de pedra em forma de ferradura.  Durante o ofertório, as oferendas são objetos do cotidiano do vaqueiro: peças de sua indumentária de couro, arreios, e instrumentos usados no pastoreio do gado. Durante o ofertório eles improvisam versos de aboio sobre cada peça ofertada. A missa é uma homenagem aos vaqueiros e sua bravura diante das vicissitudes do sertão.
Durante todo o ano, em finais de semana, acontece na zona rural do município, Pegas de Boi no Mato, outra manifestação da cultura popular de Serrita.
Em dezembro é comemorado o dia de Nossa Senhora da Conceição, padroeira do município. Ocorre entre os dias 29 de novembro até 8 de dezembro.

## Turismo
- Serrinha do Cruzeiro. Uma pequena Serra localizada a poucos metros da sede do município, serra esta que deu origem ao nome do município Serrinha e posteriormente Serrita.
- Estátuas do Padre Cícero e do vaqueiro Raimundo Jacó.
- Distrito Ipueira, onde houve o combate da família Xavier com o cangaceiro Virgulino Ferreira da Silva em 1927.
- Parque nacional do vaqueiro, Sítio Lajes. Onde ocorre a tradicional Missa do Vaqueiro.
- Chalé Villa Maria - residência do Coronel Chico Romão, foi construída em homenagem a sua esposa Maria Maia Arraes Sampaio - Dona Maroca. É um dos prédios mais antigos da cidade, datado da década de 1920 (propriedade particular).
- Igreja Nossa Senhora da Conceição construída em 1920 pelo Coronel Chico Romão que era devoto da Santa, com a ajuda de toda comunidade. Curiosidade: o material da construção foi transportado pelas mãos do povo, principalmente nos finais de semana, era um verdadeiro mutirão. O prédio sofreu modificações na sua arquitetura e no seu interior, o altar de madeira foi substituído por uma mesa de mármore, a pia batismal foi retirada e substituída por outra. Essas alterações, infelizmente, foram feitas por padres que chegavam ao município para a evangelização do povo e muitas vezes não respeitavam os costumes e as tradições.
- Centro Cultural do Vaqueiro
- Letreiro de Serrita
- Centro Cultural Mansueto de Lavor, em estilo neoclássico.
- Palácio Municipal Governador Eduardo Campos (PREFEITURA)
- Centro de atividades econômicas(CAE)
- Orla do Açude da Luciana
- Floresta Nacional de Negreiros
- Romaria aos cruzeiros do Padre Ibiapina
- Chapada do Araripe, na região do pé-de-serra serritense

## Distritos e Povoados
- Ipueira
- Mundo Novo
- Ori
- Santa Rosa
- São Francisco do Brígida
- Caruá
- Mameluco
- Apertada Hora
- Juá dos Bens

## Serritenses Ilustres
- Raimundo Jacó, famoso vaqueiro e primo do cantor Luiz Gonzaga.
- Coronel Chico Romão, grande liderança regional.
- João Gomes, cantor.
- Dr. Possidônio Bem, médico, deputado estadual e poeta.
- Pedro Mansueto de Lavor, deputado federal e senador da República.